# Onychophora
Onychophora este o încrengătură de animale terestre mici cu ~180 de specii. Aceste organisme segmentate au ochi, antene, multiple perechi de picioare și glande mucoase.
Cuprinde un grup mai restrâns, premergător artropodelor (70 specii). Corpul lor cu aspect vermoid neinelat are o segmentare superficială. La cap au o pereche de antene și o pereche de papile orale, în vârful cărora se deschid două glande mucigene. Gura are un aparat bucal format din 4 piese în formă de croșete mult curbate. Pe laturile corpului se găsesc numeroase perechi de apendice scurte, conice, slab articulate, terminate cu câte două gheare. Excreția se efectuează prin metanefridii metamerice iar respirația este și tegimentară și prin buchete de trahee ale căor stigme se deschid pe toată suprafața corpului.
Acest grup primitiv este răspândit în zona ecuatorială a Americii, Asiei și Australiei, trăind pe sub scoarța arborilor; se hrănesc cu insecte și larvele lor.

## Clasificare
- Încrengătura Onychophora
  - Clasa Onychophorida
    - Ordinul † Paronychophora (extinct)
      - Familia † Onychodictyidae
        - Genul † Onychodictyon

    - Ordinul Euonychophora
      - Familia Peripatidae
        - Genuri: † Cretoperipatus, Eoperipatus, Epiperipatus, Heteroperipatus, Macroperipatus, Mesoperipatus, Oroperipatus, Peripatus, Plicatoperipatus, Speleoperipatus, Typhloperipatus

      - Familia Peripatopsidae
        - Genuri: Acanthokara, Aethrikos, Akthinothele, Anoplokaros, Austroperipatus, Baeothele, Centrorumis, Cephalofovea, Critolaus, Dactylothele, Dystactotylos, Euperipatoides, Florelliceps, Hylonomoipos, Konothele, Lathropatus, Leuropezos, Mantonipatus, Metaperipatus, Minyplanetes, Nodocapitus, Occiperipatoides, Ooperipatellus, Ooperipatus, Opisthopatus, Paraperipatus, Paropisthopatus, Peripatoides, Peripatopsis, Phallocephale, Planipallipus, Regimitra, Ruhbergia, Sphenoparme, Symperipatus, Tasmania, Tasmanipatus, Tetrameraden, Vescerro, Wambalana

      - Familia † incertae sedis
        - Genul † Helenodora